# Łątka jeziorna
Łątka jeziorna, oczobarwnica jeziorna (Erythromma lindenii) – gatunek ciepłolubnej ważki z rodziny łątkowatych (Coenagrionidae). Polska nazwa rodzajowa łątka jest pozostałością dawnej klasyfikacji w rodzaju Coenagrion. Po przeniesieniu gatunku do rodzaju Erythromma nadano jej polską nazwę oczobarwnica. Wcześniej była jeszcze zaliczana do rodzaju Cercion. Nazwę łątka jeziorna wprowadził dr Rafał Bernard.
Długość ciała sięga 35 mm, rozpiętość skrzydeł 44 mm. Osobniki dorosłe (imagines) latają od czerwca do października. Ubarwienie samców niebiesko-czarne, samic zielonkawo-czarne. Samce mają intensywnie niebieskie oczy oraz duże, cęgowato zakrzywione górne przydatki.
Łątka jeziorna jest gatunkiem licznie występującym w krajach basenu śródziemnomorskiego i Europy południowo-wschodniej. Najdalej na wschód stwierdzono ją w Iranie. Zasięg jej występowania stopniowo rozszerza się na północ. W Polsce po raz pierwszy stwierdzona w sierpniu 1992 roku na dwóch jeziorach położonych kilkanaście kilometrów na zachód od Wronek (woj. wielkopolskie). Był to pierwszy od ponad 60 lat nowo odkryty w Polsce gatunek ważki. Przypuszczalnie występowała tu dużo wcześniej, a przewędrowała tu z Brandenburgii, gdzie występuje izolowana reliktowa populacja tego gatunku. Do tej pory na terenie Polski stwierdzono jej obecność w kilkudziesięciu jeziorach w środkowej i północnej części kraju. Zasiedla jeziora ze strefą elodeidów (roślin wodnych) wylegających na powierzchnię, np. Myriophyllum (wywłócznik). Preferuje zbiorniki duże, dobrze natlenione.